# MAN 대형트럭 시리즈
MAN 대형트럭 시리즈는 독일의 MAN SE사에서 만드는 대형트럭들을 가르키는 단어이다. 대한민국에선 1997년에 삼성상용차에서 수입해서 들어왔다.

## MAN 대형트럭 시리즈에 관한 소개
여기서는 MAN 대형트럭 시리즈에 관한 소개를 나열한다.

### 2007년 이전의 MAN 대형트럭
여기는 2007년 이전의 MAN 대형트럭들을 소개하는 문단으로 MAN TGS와 MAN TGX의 등장 이전에 나온 대형화물차들을 의미한다. MAN SE가 1971년에 1세대를 처음으로 생산한 시점을 기준으로 1985년에는 2세대가 출시되었으며 이후에 1996년엔 3세대가 출시되었고 2007년에 MAN 대형트럭의 4세대가 되는 MAN TGS와 MAN TGX가 나올 때까지 F/L을 거치기도 하였다. 대한민국에선 삼성상용차에서 직수입했으며 주로 24톤 덤프트럭이나 트랙터로 수입이 되었고 울산소방에선 고성능화학차라는 소방차로도 수입이 되었다. 또한 밀가루운반차와 같은 탱크로리로도 우리나라에 굴리기도 하였다.

### 2007년 이후의 MAN 대형트럭
현재에 대한민국에서 팔리는 MAN 대형트럭으로 2007년부터 출시된 4세대와 5세대인 화물차이다. MAN TGS와 MAN TGX가 해당되며 2016년을 기점으로 기존의 덤프트럭과 트랙터 외에 카고트럭, 탑차, 특장차도 대한민국에 출시가 되었으며 소방차로도 운영한다.

## 경쟁 차종
- 현대 엑시언트
- 타타대우 노부스
- 타타대우 프리마
- 메르세데스-벤츠
- 볼보트럭
- 이베코
- 스카니아 대형트럭 시리즈

## 같이 보기
- MAN SE
- 화물자동차
- MAN TGS
- MAN TGX